# Knautia clementii
Knautia clementii är en tvåhjärtbladig växtart som först beskrevs av Günther von Mannagetta und Lërchenau Beck, och fick sitt nu gällande namn av Friedrich Ehrendorfer. Knautia clementii ingår i släktet åkerväddar, och familjen Dipsacaceae. Inga underarter finns listade i Catalogue of Life.